# 查德·米爾金
查德·亚历山大·米尔金（英語：Chad Alexander Mirkin，1963年11月23日—），美国化学家，西北大学乔治·拉斯曼（英語：George B. Rathmann）化学讲席教授，同时也是该校医学、材料科学与工程、生物医学工程，以及化学与生物工程教授。米尔金是该校国际纳米技术研究所和纳米制造与自组装中心的主任。
米尔金的知名科研成果包括：开发了基于纳米颗粒的生物分子检测手段，发明了蘸笔纳米印刷术（英語：Dip-pen nanolithography，DPN，该技术被《国家地理》杂志评为“改变世界的100项科学发现”），以及在超分子化学、纳米电子学、纳米光学等领域的贡献。他于2010年被评为过去二十年全球引用数量最高的化学家、按影响因子第二高被引化学家以及最高被引用的纳米医学研究者。他是第一个被选举进入全部三个美国国家学院的化学家。他已经发表了超过780篇论文（Google学术搜索 H指数 = 173），拥有超过1200项专利和专利申请（截至2019年12月1日，超过360项授权，且超过80%进行了转让许可）。这些发明和发现创造了在全球范围销售的超过10条不同的产品线和超过2000种商品。

## 早年经历和教育背景
米尔金于1963年11月23日出生在亚利桑那州凤凰城。他于1986年毕业于狄金森学院（理学学士），1989年取得宾夕法尼亚州立大学的博士学位。作为美国国家科学基金会（NSF）博士后研究基金获得者，米尔金在麻省理工学院和马克·S·赖顿（英語：Mark S. Wrighton）教授研究了用于电催化的微电极设备。他于1991年成为了西北大学教授。

## 研究工作
米尔金的研究侧重于开发在1–100纳米尺度控制分子和材料结构的技术方法，以及利用这些结构开发可用于化学与生物分子检测、微纳米尺度印刷、催化、光学等领域的分析工具。他开创性地将DNA和纳米粒子结合用做材料结构单元和基于纳米粒子的生物诊疗工具。
米尔金研究组的一大研究重点是球形核酸（英語：spherical nucleic acids，SNA），一种将核酸按照球形排列的结构（围绕在纳米粒子周围，也可以不需要中心的纳米粒子）。该研究组利用SNA的特殊性质来合成新型材料和胶体晶体以及开发高灵敏度的生化检测试剂和细胞内基因调控工具。他于1996年发表的基于金纳米颗粒的球形核酸结构首次引入了将纳米粒子看作原子、将核酸看作化学键来构筑材料的概念。该工作为以DNA-纳米粒子结构单元为核心的胶体晶体工程和分子诊疗手段提供了基础。基于SNA技术的商业产品包括路明克斯公司的Verigene系统（FDA批准，已经在全世界超过半数的顶级医院使用）、密理博公司的SmartFlare平台（在密理博被西格玛奥德里奇收购后由AuraSense公司分发），和四种已进入临床试验阶段的药物。米尔金发明的DPN、聚合物笔印刷术（英語：Polymer Pen Lithography，PPL）和光笔印刷术（英語：Beam Pen Lithography，BPL）是商业化的桌上微纳制造工具TERA-fab M型和E型的技术基础（TERA-print, LLC （页面存档备份，存于））。
米尔金是多本科学期刊的编委成员，包括ACS Nano、美国化学会志和应用化学。他是纳米技术领域期刊Small的创始人和美国化学会志的副主编之一。米尔金创建或共同创建了多家公司，其中包括NanoInk、Nanosphere（于2016年被路明克斯以8300万美元的价格收购）、AuraSense、Azul 3D、TERA-print和Exicure（纳斯达克上市公司，NASDAQ：XCUR）。
美国化学学会旗下的化学文摘社在一篇文章中指出，米尔金在超分子化学和纳米材料领域的贡献使他有希望获得诺贝尔化学奖。文章指出，“总的来说，米尔金的工作建立了当代纳米技术并发展了其在诊疗、治疗和材料中的应用”。

## 科学政策
除了他的学术研究工作，米尔金曾经参与了多项科学政策的制定工作。在2009至2017年间，米尔金曾供职于美国贝拉克·奥巴马总统的总统科技顾问委员会（英語：President's Council of Advisors on Science and Technology，PCAST）。
米尔金共同主导了面向社会需求的纳米技术研究方向的全球研究（Nanotechnology Research Directions for Societal Needs in 2020:  Retrospective and Outlook, Boston and Berlin: Springer 2010. Roco, M. C.; Mirkin, C. A.; Hersam, M. C., editors）并写作了相关章节（"Applications: Nanobiosystems, Medicine, and Health" 和 "Synthesis, Processing, and Manufacturing of Components, Devices, and Systems"）。他曾共同主导了PCAST关于低年级本科学生的教学问题的报告《Engage to Excel》。米尔金亦是PCAST先进制造指导委员会的成员。该委员会起草的报告呼吁美国应保持其在先进科技领域的投资并成立全国制造创新学会联盟（英語：National Network of Manufacturing Innovation Institutes）。
米尔金参与了亚太经合组织（APEC）2011年峰会（美国火奴鲁鲁）。参加者包括了时任美国总统贝拉克·奥巴马、国务卿希拉里·克林顿和来自财富美国500强公司的代表。在此次APEC峰会中，米尔金在专题讨论会“改变游戏规则的技术正在重新定义地区”中和时任智利总统塞瓦斯蒂安·皮涅拉进行了讨论。

## 获得奖项和荣誉
- 2020 – AAAS Philip Hauge Abelson Prize [12]
- 2019 – Kabiller Prize [13]
- 2019 – Perkin Medal [14]
- 2019 – Netherlands Award for Supramolecular Chemistry [15]
- 2018 – Theodore William Richards Medal [16]
- 2018 – Ira Remsen Award[17]
- 2018 – Chinese Friendship Award [18]
- 2018 – Harrison Howe Award[19]
- 2018 – Nano Research Award [20]
- 2017 – William H. Nichols Medal Award [21]
- 2016 – Dickson Prize [22]
- 2016 – Rusnano Prize[23]
- 2016 – Dan David Prize [24]
- 2016 – American Institute of Chemists Gold Medal[25]
- 2015 – American Institute for Medical and Biological Engineering Fellow [26]
- 2015 – Raymond and Beverly Sackler Prize in Convergence Research of the National Academy of Sciences[27]
- 2015 – Royal Society of Chemistry Centenary Prize[28]
- 2014 – Vittorio De Nora Award, Electrochemical Society [29]
- 2014 – Honorary Professor, Nanjing Tech University [30]
- 2013 – Chemistry World Entrepreneur of the Year [31]
- 2013 – Linus Pauling Award [32]
- 2012 – Lee Kuan Yew Distinguished Visitor to Singapore [33]
- 2012 – Honorary Doctorate of Engineering, Nanyang Technological University, Singapore [34]
- 2012 – American Chemical Society Award for Creative Invention [35]
- 2011 – Member of the American Academy of Arts and Sciences [36]
- 2010 – Member of the Institute of Medicine [37]
- 2010 – Member of the United States National Academy of Sciences|National Academy of Sciences [38]
- 2009 – Member of the United States National Academy of Engineering|National Academy of Engineering [39]
- 2009 – Lemelson-MIT Prize[40]
- 2007 – Alumni Fellow, Pennsylvania State University [41]
- 2004 – National Institutes of Health Director's Pioneer Award|NIH Director's Pioneer Award [42]
- 2004 – Outstanding Science Alumni Award, Pennsylvania State University [43]
- 2004 – Honorary Degree, Dickinson College, Carlisle, PA [44]
- 2004 – American Chemical Society Nobel Laureate Signature Award [45]
- 2003 – Raymond and Beverly Sackler Prize [46]
- 2002 – Feynman Prize [47]
- 2001 – Leo Hendrik Baekeland Award [48]
- 2000 – Appointed to chair endowed by George B. Rathmann[49]
- 1999 – ACS Award in Pure Chemistry [50]
- 1992 – Beckman Young Investigators Award[51]